# Ligne lombarde
La Ligne lombarde (en italien : Linea lombarda) est un mouvement littéraire et artistique qui s'est développé en Italie du Nord, notamment dans la région de Lombardie, à la fin du XIXe siècle et a prospéré pendant les trois premiers quarts du XXe siècle.
Ce courant littéraire a été nommé par Luciano Anceschi (it) dans son anthologie Linea lombarda (1952), qui comprenait des œuvres publiées et inédites de Luciano Erba, Lento Goffi, Renzo Modesti (it), Giorgio Orelli, Roberto Rebora (it), Nelo Risi et Vittorio Sereni.

## Histoire
Son nom vient d'un ensemble de thèmes et d'auteurs, dans lesquels se combine une « Weltanschauung » typiquement lombarde. Ainsi, les auteurs du romantisme tardif, de la Scapigliatura et du symbolisme, du futurisme et du réalisme magique sont représentés.
Il convient de noter que durant les années 1950 s'est formé un groupe d'écrivains, de poètes et de critiques liés à la définition de la ligne lombarde, qui se sont réunis au Blu Bar de Milan, sur la place Filippo Meda (it), parmi lesquels Luciano Erba, Vittorio Sereni et Piero Chiara.

## Auteurs

### Première génération
- Alessandro Manzoni (1785-1873)
- Cletto Arrighi (it) (1828-1906)
- Camillo Boito (1836-1914)
- Iginio Ugo Tarchetti (1839-1869)
- Emilio Praga (1839-1875)
- Achille Bizzoni (it) (1841-1904)
- Arrigo Boito (1842-1918)
- Ludovico Corio (1847-1911)
- Carlo Dossi (1849-1910)

### Deuxième génération
- Paolo Valera (it) (1850-1926)
- Emilio De Marchi (it) (1851-1901)
- Gian Pietro Lucini (it) (1867-1914)
- Carlo Bertolazzi (it) (1870-1916)
- Carlo Linati (it) (1878-1949)
- Delio Tessa (it) (1886-1939)
- Augusto De Angelis (1888-1944)

### Troisième génération
- Massimo Bontempelli (1878-1960)
- Alberto Savinio (1891-1952)
- Carlo Emilio Gadda (1893-1973)
- Roberto Rebora (1910-1992)
- Aldo Buzzi (it)  (1910-2009)
- Giorgio Scerbanenco (1911-1969)
- Vittorio Sereni (1913-1983)
- Piero Chiara (1913-1986)
- Luigi Santucci (1918-1999)
- Alberto Vigevani (1919-1999)

### Quatrième génération
- Giorgio Simonotti Manacorda (1915-1971)
- Giorgio Orelli (1921-2013)
- Luciano Erba (1922–2010)
- Giovanni Testori (1923-1993)
- Lento Goffi (1923-2008)
- Ottiero Ottieri (1924-2002)
- Renato Olivieri (1925-2013)
- Luciano Prada (1926-1994)
- Umberto Simonetta (it) (1926-1998)
- Vittorio Orsenigo (it) (1926)
- Giorgio Cesarano (1928-1975)
- Giancarlo Majorino (it) (1928-2021)
- Danilo Montaldi (it) (1929-1975)
- Carlo Castellaneta (it) (1930-2013)
- Franco Loi (1930-2021)
- Giovanni Raboni (1932-2004)
- Sandro Boccardi (it) (1932-2023)
- Raffaele Crovi (1934-2007)
- Angelo Fiocchi (it) (1935-)
- Tiziano Rossi (it) (1935-)
- Grytzko Mascioni (it) (1936-2003)
- Rodolfo Quadrelli (it) (1939-1984)
- Giampiero Neri (it) (1927-2023)
- Maurizio Cucchi (1945-)